# Sheung Shui
Sheung Shui – przedostatnia stacja na północnym odcinku East Rail Line w Hongkongu. Stacja znajduje się z Nowych Terytoriach w dzielnicy North. W sąsiedztwie stacji znajduje się centrum handlowe Lendmark North oraz przebiega autostrada do Fanling.

## Układ stacji
Oba perony stacji znajdują się na jednym poziomie. Z peronu 1 odjeżdżają pociągi do stacji końcowych Lo Wu i Lok Ma Chau, zaś z peronu 2 w kierunku stacji Hung Hom. Nad peronami znajduje się ciąg komunikacyjny wraz z infrastrukturą towarzyszącą stacji, na przykład centrum obsługi pasażerów, automaty biletowe czy bankomaty.
Pierwsze pociągi odjeżdżają ze stacji o godzinie 5:40 w kierunku Hung Hom, a ostatnie po 23:40 w kierunku Lo Wu.